# Alexandria (Virginie)
Pour les articles homonymes, voir Alexandrie (homonymie).
Alexandria est une ville de l'État de Virginie aux États-Unis. En 2020 sa population s’élevait à 159 467 habitants. Elle est située sur la rive ouest du fleuve Potomac au sud de Washington.
Comme le reste de la Virginie du nord, et le Maryland du sud, la ville a été largement modelée par sa proximité avec la capitale fédérale (elle fit d'ailleurs partie du district de Columbia dès sa création en 1791, avant d'être rétrocédée par le Congrès à l'État de Virginie en 1846). De par sa proximité avec la capitale fédérale et le Pentagone, elle est principalement peuplée de fonctionnaires et d’employés des entreprises en contrat avec le gouvernement fédéral. Ces entreprises sont localement appelées « Beltways Bandits » (qui pourrait se traduire en français par les « bandits du périphérique »), allusion à la « Capital Beltway » qui est le nom du boulevard périphérique de Washington. L'un des plus grands employeurs d'Alexandria est le département de la Défense américain.
Alexandria accueille aussi de nombreuses associations caritatives et bénévoles, telles que le siège américain de l'Armée du salut.
Le centre historique d'Alexandria est appelé « Old Town » (la vieille ville). C'est le lieu de prédilection des touristes et de ceux qui apprécient la vie nocturne. Comme le Old Town, une grande partie des quartiers d'Alexandria forme une banlieue aisée.
Market Square (la place du marché) dans le Old Town fut le plus grand marché aux esclaves des États-Unis en son temps. Aujourd'hui on y trouve une grande fontaine et on y tient un marché (de produits fermiers) hebdomadaire.
Le George Washington Masonic National Memorial se trouve aussi à Alexandria.

## Géographie
Selon le Bureau du recensement des États-Unis, Alexandria a une superficie totale de 39,9 km2, dont 39,3 km2 de terre et 0,6 km2 d'eau (1,5 %).
Le climat de la région est caractérisé par des étés chauds et humides, et des hivers généralement doux à frais. Selon la classification de Köppen, Alexandria bénéficie d'un climat subtropical humide, en abrégé Cfa.

## Histoire

### Période coloniale

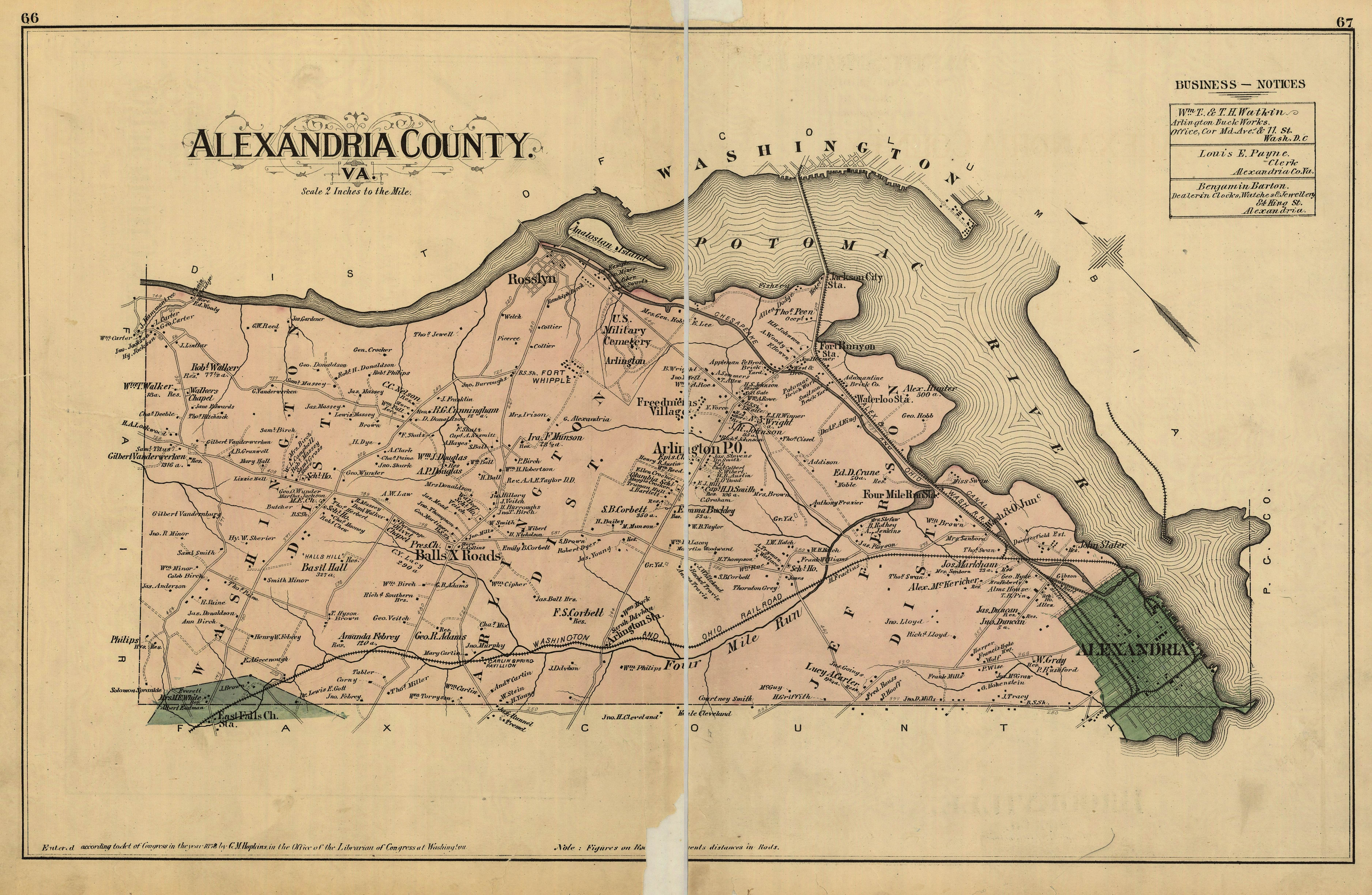
Carte du Comté d’Alexandria (1878), englobant l'actuel Comté d'Arlington et la ville. Cette carte indique les noms des propriétaires de l’époque. Les limites de la ville coïncident à peu près avec celles d’Old Town.

Le premier village européen s’est constitué en 1695 dans ce qui n’était encore que la Colonie de Virginie de l’Empire britannique. Les stricts quotas de 1730 sur le tabac (en) de Virginie imposés par la métropole imposaient que toute la production de tabac de la colonie devait être enregistrée dans les entrepôts britanniques les plus proches pour inspection avant sa mise en vente : le site désigné pour l’un des entrepôts du cours supérieur du Potomac était la confluence avec le ruisseau de Hunting Creek ; mais la rivière n'étant pas assez profonde à cet endroit pour permettre aux chalands d'accoster, les autorités lui préférèrent une estacade située à 1 km en amont.
En 1745, au terme d’un procès de dix années opposant les colons à Lord Fairfax sur la délimitation de la concession de Northern Neck (où le Conseil privé de Londres avait reconnu les droits de Lord Fairfax à étendre ses terres), quelques gros propriétaires du comté de Fairfax se regroupèrent au sein de l’Ohio Company de Virginie. Dans leur projet d’étendre le commerce vers l’intérieur du continent, ils recherchèrent un entrepôt voisin du terminal fluvial du Potomac, et naturellement la régie de tabac de Hunting Creek se trouva former un port de commerce idéal. Cependant, les planteurs de tabac locaux désiraient qu’une nouvelle colonie s’établissent à Hunting Creek, pour ne plus dépendre du même entrepôt que les champs de tabac plus à l’aval.
Vers 1746, un capitaine, Philip Alexander (1704–1753), colonisa les terres au sud de l’actuelle Duke Street d’Alexandria : ces champs d'une superficie de 200 ha, étaient délimités par les ruisseaux de Hunting Creek et de Hooff’s Run, et le Potomac. Lors de l’ouverture de la session législative 1748–49 du conseil de Virginie, les planteurs de tabac de Northern Neck exigèrent du parlement de Virginie l’extension du comté pour fonder une nouvelle ville au bord du fleuve. Afin d’éviter l’expropriation, Alexander et son cousin John Alexander (1711–1763) firent donation d’une partie de leurs terres plus près du fleuve et le 2 mai 1749, les représentants approuvèrent la création de la ville. Les lots de terrain furent vendus  aux enchères par le géomètre du comté les 13 et 14 juillet 1749. Les planteurs, majoritairement écossais, appelèrent d’abord leur ville Belhaven, en hommage à leur compatriote John Hamilton (en), seigneur de Belhaven et Stenton, mais ce nom ne fut jamais approuvé par les représentants de l’État et il tomba en désuétude dès le milieu des années 1750. La ville, baptisée Alexandria, ne fut enregistrée comme ville des États-Unis qu'en 1779.

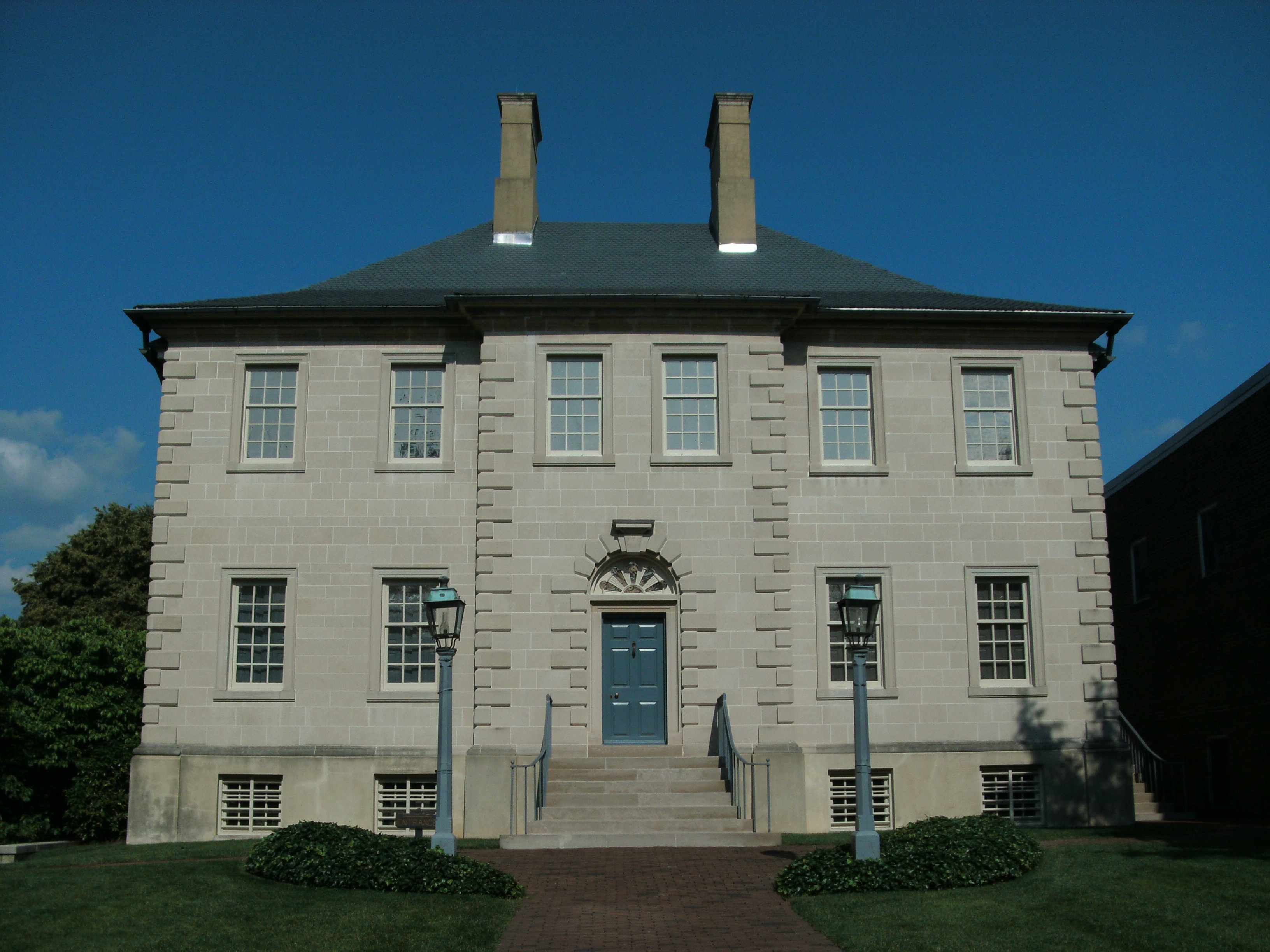
La maison Carlyle, classée au patrimoine fédéral américain, servit de quartier général au général britannique Edward Braddock dans la conquête de la vallée de l'Ohio.

Au mois d'avril 1755, les gouverneurs de Virginie, et les députés des provinces de Maryland, Pennsylvanie, Massachusetts et de New York concertaient leur action contre la Nouvelle-France. C'est à Carlyle House (en), à Alexandria, que le général Edward Braddock dressa les plans de sa campagne meurtrière contre Fort Duquesne. 
Au mois de mars 1785, des commissaires députés par les États de Virginie et du Maryland se réunirent à Alexandria pour débattre des relations commerciales entre leurs deux états. Ces pourparlers, qui se conclurent à Mount Vernon, aboutirent à la proclamation de la liberté de commerce et de navigation sur tout le Potomac. Cet accord s'étendit à d'autres états à la convention d'Annapolis (1786), qui prélude à la Convention de Philadelphie de 1787.
En 1791, George Washington décida d’inclure Alexandria dans le nouveau district de Columbia : c’est ainsi qu’une partie d'Alexandria (le quartier d’Old Town), comme la totalité du comté d'Arlington, qui se trouvait à l’origine en Virginie, fut cédée pour former le district de Columbia, avant d'être rétrocédé à la Virginie par le gouvernement fédéral en 1846. La cité d'Alexandria a dû être pour cette raison ré-immatriculée en 1852.
En 1814, au cours de la Guerre anglo-américaine de 1812, la flotte britannique parvint à s’emparer sans combattre des entrepôts d'Alexandria, où ils purent s’approvisionner en farine, en tabac, en coton, en vin et en sucre de canne.

### Plaque tournante du commerce triangulaire

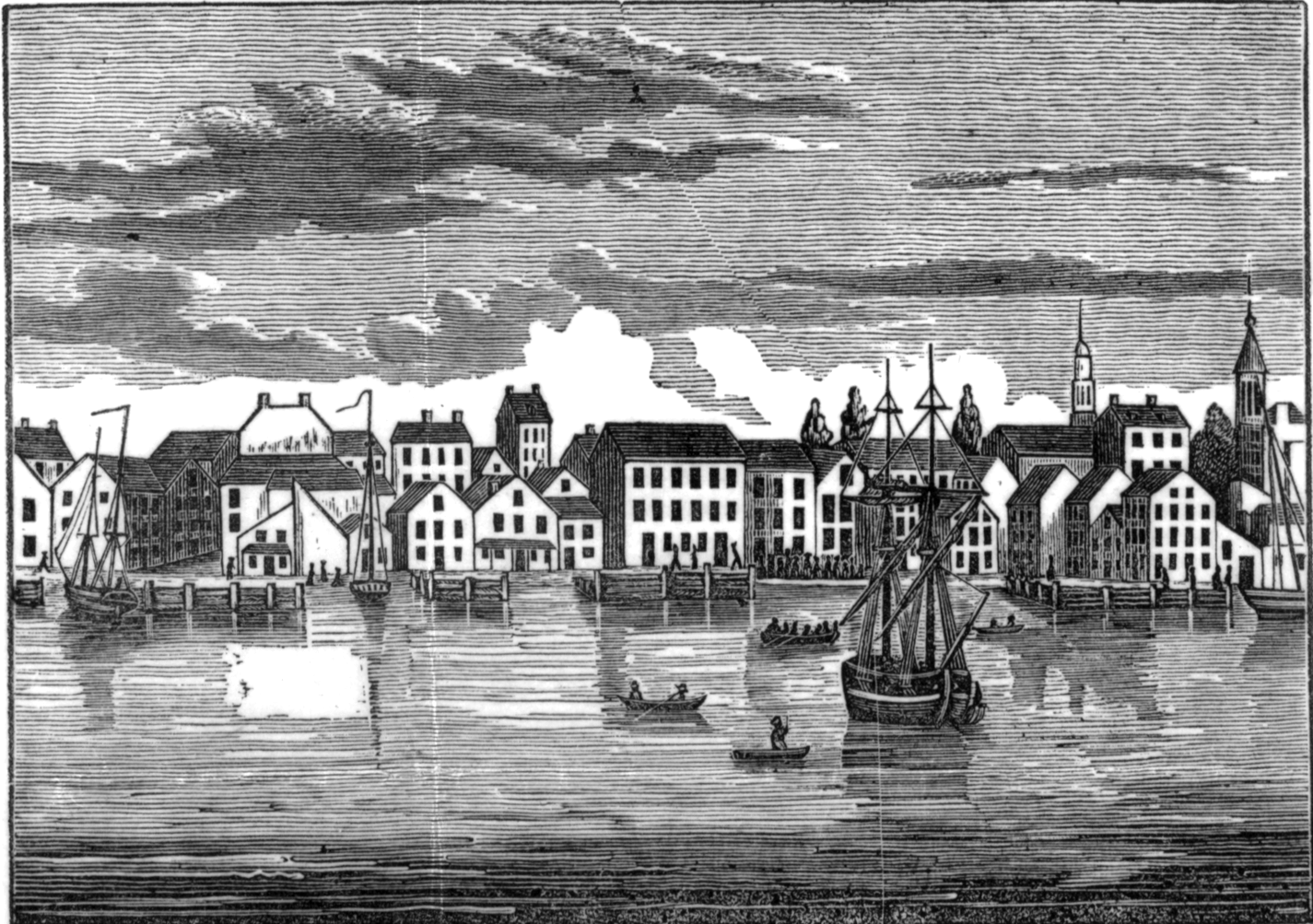
Navire négrier embarquant des esclaves sur le quai d’Alexandria (1836). Avec la rétrocession de ce port actif dans le commerce triangulaire, la Virginie bascula définitivement dans le camp esclavagiste de la Confédération.

Entre 1828 et 1836, Alexandria organisa l'un des principaux marchés aux esclaves des États-Unis, Franklin and Armfield Office (en) : dès les années 1830, plus de 1 000 esclaves partaient chaque année d’Alexandria pour être revendus sur les marchés de Natchez et de La Nouvelle-Orléans. Racheté par Price, Birch & Co., l’enclos aux esclaves d’Alexandria devint une prison au cours de la guerre de Sécession.
La compétition croissante avec le port de Georgetown et l’expansion de la rive nord du Potomac sous l’impulsion du Chesapeake and Ohio Canal, enfin la propagation des idées abolitionnistes à Washington, suscitèrent une hostilité croissante entre les planteurs d’Alexandria et les citoyens du district de Columbia. Au terme d’un référendum, le Congrès vota le retour de la ville à l'État de Virginie le 9 juillet 1846. Finalement la ville d’Alexandria prit son indépendance d’avec le comté d’Alexandria en 1870, et le reste du comté prit le nom de comté d'Arlington en 1920.

### La guerre de Sécession et ses conséquences

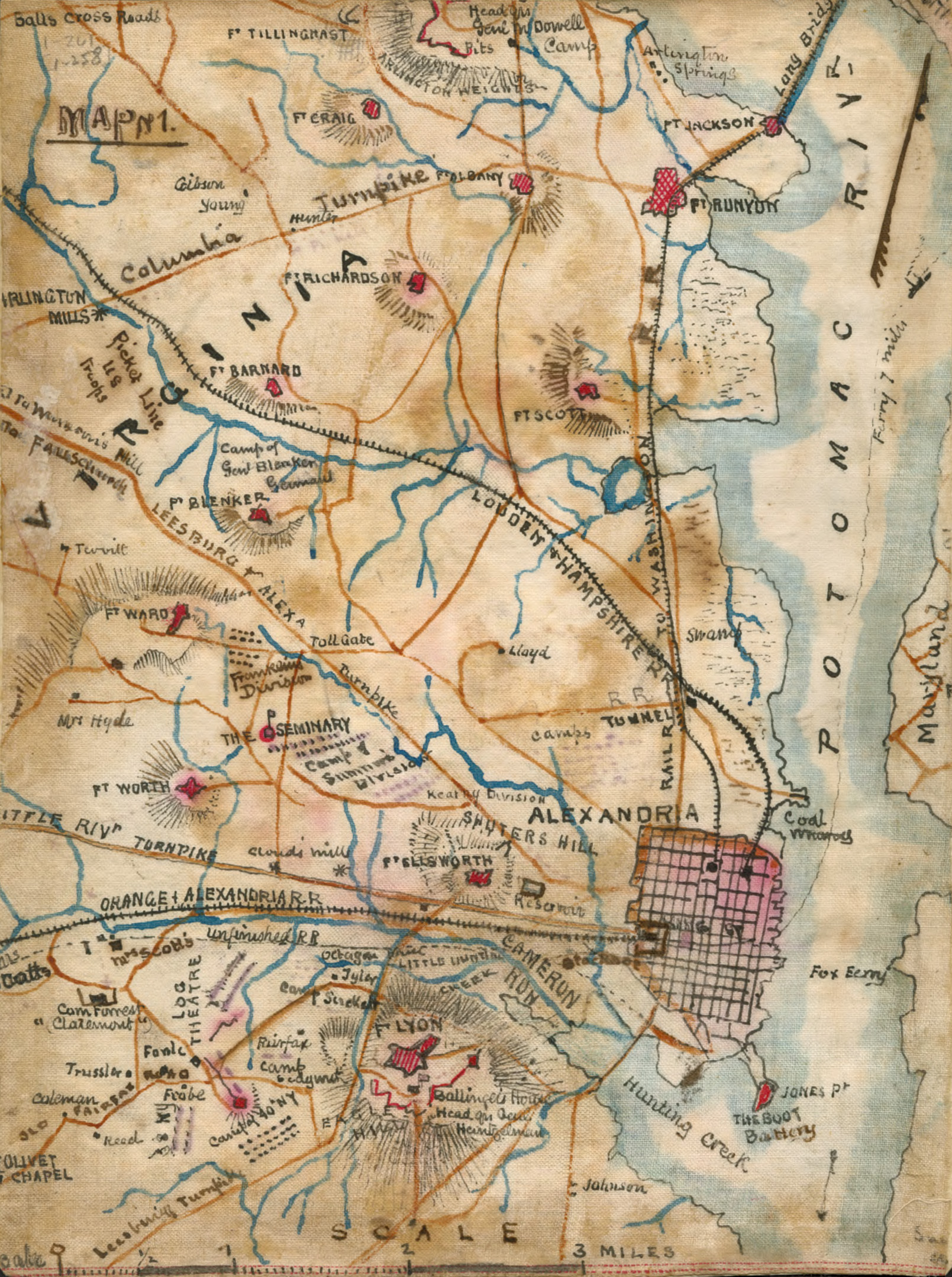
Carte de la seconde moitié du XIXe siècle représentant les forts défendant Washington au cours de la guerre de Sécession.

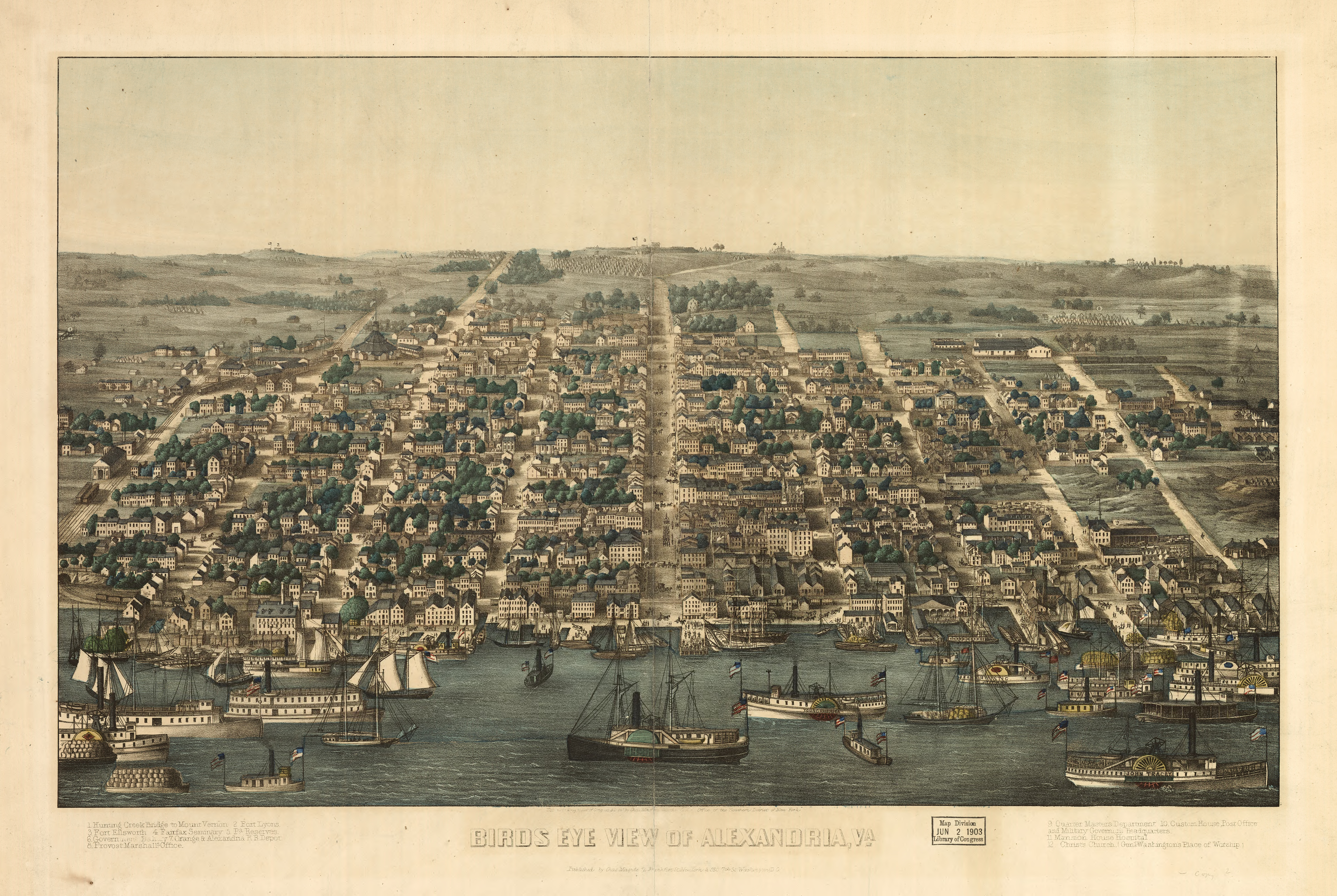
Vue cavalière d'Alexandria depuis le Potomac en 1863. On voit le fort Ellsworth sur la colline à l'arrière-plan.

Les premiers affrontements entre Nordistes et Sudistes au cours de la guerre de Sécession eurent lieu à Alexandria : un mois à peine après la bataille de Fort Sumter, le 24 mai 1861, l'armée nordiste s'empara de la ville après un débarquement depuis le Potomac à l'entrée de King Street. À une centaine de mètres du point de débarquement, le commandant du 11e régiment de volontaires d'infanterie de New York, le colonel Elmer E. Ellsworth partit à l'assaut avec un faible détachement pour se saisir du grand drapeau confédéré qui flottait sur les toits de l'auberge de Marshall House, et que l'on voyait même de la Maison-Blanche. En descendant du toit, Ellsworth fut tué par le propriétaire de l'auberge, le capitaine James W. Jackson, sur quoi l'un des hommes d'Ellsworth abattit Jackson immédiatement. La mort d'Ellsworth en fit un martyr de la cause abolitionniste, cependant que l'incident portait l'émoi de l'opinion nordiste à son paroxysme.
Tant que l'esclavage n'était pas aboli, les esclaves en fuite restaient, légalement parlant, propriété de leurs anciens maîtres : aussi les inculpa-t-on de contrebande comme prétexte pour les retenir dans le Nord. Ces contrebandiers servirent de troupes auxiliaires. Les esclaves enfuis furent recrutés comme garnison d'Alexandria, et la ville resta sous occupation militaire jusqu’à la fin de la guerre. L'une des enceintes fortifiées de l'armée de l'Union, Fort Ward (en), se trouve aujourd'hui à la limite de la commune d'Alexandria. Avec la création de l'État de Virginie-Occidentale en 1863, Alexandria devint le siège d'un gouvernement provisoire, dit « Alexandria Government. »
Suffisamment en arrière du front, les villes d'Alexandria et de Washington offraient non seulement une relative liberté, mais aussi du travail. Au cours de la guerre, l'armée d'occupation nordiste avait fait d'Alexandria un gigantesque dépôt militaire et un hôpital. Selon une statistique, la population d'Alexandria avait atteint 18 000 habitants à l'automne 1863, soit une augmentation de 10 000 habitants en l'espace de 16 mois.

## Démographie
| Groupe            | Alexandria | Virginie | États-Unis |
| ----------------- | ---------- | -------- | ---------- |
| Blancs            | 60,9       | 68,6     | 72,4       |
| Afro-Américains   | 21,8       | 19,4     | 12,6       |
| Autres            | 7,1        | 3,2      | 6,2        |
| Asiatiques        | 6,0        | 5,5      | 4,8        |
| Métis             | 3,7        | 2,9      | 2,9        |
| Amérindiens       | 0,4        | 0,4      | 0,9        |
| Océaniens         | 0,1        | 0,1      | 0,2        |
| Total             | 100        | 100      | 100        |
|                   |            |          |            |
| Latino-Américains | 16,1       | 7,9      | 16,7       |

Selon l'American Community Survey, pour la période 2011-2015, 67,43 % de la population âgée de plus de 5 ans déclare parler l'anglais à la maison, 13,41 % déclare parler l'espagnol, 6,67 % une langue africaine, 2,39 % l'arabe, 0,89 % le français, 0,81 % le tagalog, 0,73 % une langue chinoise, 0,71 % le coréen, 0,70 % le créole haïtien, 0,57 % le persan et 5,68 % une autre langue.

## Patrimoine
- Musée Stabler-Leadbeater de la pharmacie.

## Jumelages
- Gyumri (Arménie)
- Dundee (Écosse)
- Caen (France) depuis le 28 octobre 1991[15]. Une rue de Caen (rue d’Alexandria) commémore ce jumelage.
- Salé (Maroc)

## Personnalités liées à la ville
- La femme étrangère.
- La famille royale d'Afghanistan y a sa résidence.
- La chanteuse Kali Uchis (née en 1994) est née et a grandi dans cette ville.

## Dans la culture populaire
La série de comics The Walking Dead et son adaptation télévisée présentent une zone protégée d'Alexandria connue sous le nom de Safe Zone.